# Heinrich Bernhard Oppenheim
Heinrich Bernhard Oppenheim (né le 20 juillet 1819 à Francfort-sur-le-Main et mort le 29 mars 1880 à Berlin) est un libéral, libre-échangiste, avocat, spécialiste du droit international, publiciste et philosophe prussien.

## Biographie
Oppenheim est issu de la famille bancaire juive de Francfort Oppenheim. Il étudie le droit à Göttingen, Heidelberg et Berlin. Une habilitation à Berlin échoue en raison de ses origines juives. En 1841, il devient maître de conférences en sciences politiques et en droit international à Heidelberg.
Au milieu des années 1840, il se tourne vers le journalisme politique. En 1848, il appartient à l'aile démocratique radicale de la révolution ; il est co-rédacteur en chef de la revue Die Reform. En 1861, Oppenheim rejoint le Parti progressiste et, à partir de cette année-là, est rédacteur en chef des Annuaires allemands de politique et de littérature, qui sont bientôt interdits.
Dès le début des années 1860, il est membre du Congrès des économistes allemands (de). Le libéral progressiste est considéré comme un "libre-échangiste strict" et un économiste national exceptionnel. Plus tard, il se tourne également tourné vers des questions sociopolitiques telles que la prise en charge des pauvres et la loi sur la patrie.
Par nécessité de faire de la politique pratique, il rejoint les nationaux-libéraux en 1866. Oppenheim soutient la ligne d'Otto von Bismarck pourl'unification de la nation.
En 1869, il est battu par Wilhelm Buff (de) lors de l'élection partielle pour le Reichstag de la Confédération de l'Allemagne du Nord dans une circonscription de la province de Haute-Hesse (de). Les partisans d'Oppenheim distribuent une brochure accusant notamment la campagne électorale d'avoir fait appel à des ressentiments antisémites.
En 1874, il est élu au Reichstag. En 1880, il rejoint les sécessionnistes en raison de la politique protectionniste de Bismarck.
Dans son travail philosophique, il s'intéresse principalement au système parlementaire et au service des représentants du peuple pour le bien commun plutôt qu'à la dévotion à des intérêts particuliers. Oppenheim invente également le terme de socialisme universitaire.

## Travaux
- Philosophie des Rechts und der Gesellschaft. 1847. (Hrsg. und mit einem Anhang versehen von Hermann Klenner (de), Freiburg/Berlin 2007)
- Unsere Ideale und Enttäuschungen in Frankreich und England. In: Demokratische Studien. 1860. (Digitalisat Ausg. 1850)
- Der Kathedersozialismus. Berlin 1872. (Digitalisat)
- Vom gescheiterten Steuererlaß; Zur Geschichte des Börsenschwindels; Über Parteibildungen. Ein Rückblick. alle drei In: Die Gegenwart. Band 1, 1872.
- Über volkswirtschaftliche Kongresse; Blumenlese auf der Eisenacher Sozialkonferenz; Steuerfragen. alle drei In: Die Gegenwart. Band 2, 1872.
- Die Wahrheit über die Gewerkvereine. In: Die Gegenwart. Band 3, 1873.
- Die Gewerbefreiheit und der Arbeitsvertrag. Deutsche Volksschriften, Band 5, Breslau 1879. (Digitalisat)